# Bandera de Garafía
La bandera del municipio palmero de Garafía está compuesta por tres franjas verticales de igual tamaño, verde al asta, amarillo al centro y azul al batiente. En el centro, el escudo municipal.
El verde refleja el color del pino del escudo. El amarillo alude al trigo, producto básico en el pasado, y durante muchas décadas, para un municipio agrícola como éste; es también el color de los atardeceres en estas tierras de poniente; y es igualmente el color de los codesos (mata de la familia de las papilionáceas), que abundan en las cumbres de la villa. El azul hace mención al cielo que aparece en el primer cuartel del escudo y por tanto al observatorio astronómico existente en el término municipal.